# 施金苗
施金苗（1936年7月—），生于浙江慈溪。中国著名航空航天专家，上海航天局总工程师。
1962年，北京航空航天大学导弹设计专业毕业。历任“风暴一号”火箭总体设计技术负责人，“长征三号”火箭副总指挥，“长征四号”火箭总指挥，“长征二号”丁火箭总指挥，“风云二号”卫星总指挥。
1992年起相继担任神舟飞船副总指挥、总设计师。